# Guns of the Trees
Guns of the Trees je americký černobílý film, natočený režisérem Jonasem Mekasem. Premiéru měl v roce 1961, do širší distribuce se dostal až v únoru 1964. Sleduje dva mladé páry, Barbaru (Frances Stillman) a Gregoryho (Adolfas Mekas), a Argus (Argus Spear Juillard) a Bena (Ben Carruthers). Na začátku filmu je zmiňována Barbařina sebevražda, většina děje je tedy vyprávěna retrospektivně. Krátce se ve filmu mihne i umělec George Maciunas. Jde o Mekasův jediný celovečerní hraný film. Originální hudbu k němu složila polská skladatelka Lucia Dlugoszewski a v nahrávce hráli například Nicolas Roussakis (klarinet), William Salchow (violoncello) a Bernard Shapiro (hoboj). Písněmi přispěli Sara a Caither Wileyovy a Tom Sankey. Mezi některými scénami recituje Allen Ginsberg své básně.